# マグナリウム
マグナリウム(Magnalium)は、マグネシウム5%とアルミニウム95%の組成でできたアルミニウム合金である。

## 性質
少量（約5%）のマグネシウムを添加することで、純粋なアルミニウムと比べて、強度と腐食耐性は増し、密度は小さくなる。また扱いやすさも向上し、溶接がより容易になる。マグネシウムの割合が高く（約50%）なると、純粋なアルミニウムと比べてもろく、腐食しやすい。

## 利用
アルミニウムより価格は高いが、強度が高く、密度が低く、扱いやすいことから、飛行機や自動車の部品に用いられている。マグネシウムを約50%含むものはもろく腐食しやすいことから工業用途には向かないが、粉末にすると燃焼し、純粋なマグネシウムよりも耐腐食性が高いので、また純粋なアルミニウムよりも反応性が高いので、火花を出す金属燃料として花火に用いられる。マグネシウム粉末自身も音を立てて燃え、マグネシウムの反応性とアルミニウムの安定性を兼ね備えたものになる。花火への応用にもう一つの利点は、前述のとおり合金が脆いことである。ハンマーで容易に砕け、コーヒー用のグラインダーで粉末にできる。アルミニウムの粉末を作るのに数日かかるのに対し、ボールミルを使えば数時間で細かい粉末になる。